# 76-й Венецианский кинофестиваль
76-й ежегодный Венецианский международный кинофестиваль проходил с 28 августа по 7 сентября 2019 года. Жюри основного конкурса фестиваля возглавила аргентинский режиссёр Лукресия Мартель. Фильмом открытия стал фильм «Правда» японского режиссёра Хирокадзу Корээда.
Главный приз, награду «Золотой лев», получил фильм «Джокер» режиссёра Тодда Филлипса.

## Жюри
Основной конкурс:
- Лукресия Мартель, режиссёр ( Аргентина) — председатель
- Пирс Хэндлинг, историк кино и критик, исполнительный директор Кинофестиваля в Торонто ( Канада)
- Мэри Хэррон, режиссёр ( Канада)
- Стэйси Мартин, актриса ( Франция)
- Родриго Прието, кинооператор ( Мексика)
- Синъя Цукамото, режиссёр ( Япония)
- Паоло Вирдзи, режиссёр и сценарист ( Италия)

Программа «Горизонты»:
- Сузанна Никкьярелли, режиссёр и сценарист ( Италия) — председатель
- Марк Адамс, художественный руководитель Эдинбургского кинофестиваля ( Великобритания)
- Рашид Бушареб, режиссёр ( Франция)
- Альваро Брехнер, режиссёр ( Уругвай)
- Ева Санджорджи, художественный руководитель Венского кинофестиваля ( Италия)

## Конкурсная программа

### Основной конкурс
| Лауреат «Золотого льва» выделен отдельным цветом |

| Лауреат Гран-при жюри выделен отдельным цветом |

В основной конкурс отобраны следующие фильмы:
| Название                    | Оригинальное название                  | Режиссёр          | Страна                      |
| --------------------------- | -------------------------------------- | ----------------- | --------------------------- |
| О бесконечности             | Om det oändliga                        | Рой Андерссон     | Швеция, Германия, Норвегия  |
| К звёздам                   | Ad Astra                               | Джеймс Грэй       | США                         |
| Молочные зубы               | Babyteeth                              | Шеннон Мёрфи      | Австралия                   |
| Эма: Танец страсти          | Ema                                    | Пабло Ларраин     | Чили                        |
| Молитва во имя Бога         | Gloria Mundi                           | Робер Гедигян     | Франция                     |
| Почётный гость              | Guest of Honour                        | Атом Эгоян        | Канада                      |
| Поместье                    | A Herdade                              | Тьягу Гедеш       | Португалия, Франция         |
| Джокер                      | Joker                                  | Тодд Филлипс      | США                         |
| Прачечная                   | The Laundromat                         | Стивен Содерберг  | США                         |
| Мафия уже не та, что раньше | La mafia non è più quella di una volta | Франко Мареско    | Италия                      |
| Брачная история             | Marriage Story                         | Ноа Баумбах       | США                         |
| Мартин Иден                 | Martin Eden                            | Пьетро Марчелло   | Италия, Франция             |
| Мэр района Санита           | Il sindaco del Rione Sanità            | Марио Мартоне     | Италия                      |
| Вишнёвый переулок, 7        | 繼園臺七號                             | Юньфань           | Гонконг                     |
| Офицер и шпион              | J’accuse                               | Роман Полански    | Франция                     |
| Раскрашенная птица          | Nabarvené ptáče                        | Вацлав Мархоул    | Чехия, Словакия, Украина    |
| Идеальный кандидат          | The Perfect Candidate                  | Хаифа аль-Мансур  | Германия, Саудовская Аравия |
| Субботний роман             | 兰心大剧院                             | Лоу Е             | Китай                       |
| Правда                      | La vérité                              | Хирокадзу Корээда | Япония, Франция             |
| В ожидании варваров         | Waiting for the Barbarians             | Сиро Герра        | США, Италия                 |
| Афера в Майами              | Wasp Network                           | Оливье Ассаяс     | Франция, Бразилия           |

### Программа «Горизонты»
| Победитель выделен отдельным цветом |

Следующие фильмы были отобраны для показа в программе «Горизонты»:
| Название                   | Оригинальное название | Режиссёр                | Страна                           |
| -------------------------- | --------------------- | ----------------------- | -------------------------------- |
| Зависимые                  | متری شش و نیم         | Саид Рустайи            | Иран                             |
| Атлантида                  |                       | Валентин Васянович      | Украина                          |
| Воздушный шарик            | 气球                  | Пема Цеден              | Китай                            |
| Сын                        | Bik Eneich: Un fils   | Мехди Барсауи           | Тунис, Франция, Ливан, Катар     |
| Белым по белому            | Blanco en blanco      | Тео Корт                | Испания, Чили, Франция, Германия |
| Преступный человек         | ბოროტმოქმედი          | Дмитрий Мамулия         | Грузия, Россия                   |
| Гиганты сущего одиночества | Giants Being Lonely   | Грир Паттерсон          | США                              |
| Хава, Марьям, Аиша         | Hava, Maryam, Ayesha  | Сахра Карими            | Афганистан                       |
| Мать                       | Madre                 | Родриго Сорогойен       | Испания, Франция                 |
| Мои дни славы              | Mes jours de gloire   | Антуан де Бари          | Франция                          |
| Моффи                      | Moffie                | Оливер Херманус         | ЮАР, Великобритания              |
| Невия                      | Nevia                 | Нунция Де Стефано       | Италия                           |
| Кровь пеликана             | Pelikanblut           | Катрин Геббе            | Германия, Болгария               |
| Вернуться                  | Revenir               | Джессика Палю           | Франция                          |
| Риалто                     | Rialto                | Питер Маки Барнс        | Ирландия                         |
| Тень воды                  | Chola                 | Санал Кумар Сасидхаран  | Индия                            |
| Соле                       | Sole                  | Карло Сирони            | Италия                           |
| Вердикт                    | Verdict               | Раймунд Рибай Гутьеррес | Филиппины                        |
| Зумирики                   | Zumiriki              | Оскар Алегрия           | Испания                          |

## Награды
Призы на конкурсе распределились следующим образом:

### Основные награды
- Золотой лев — «Джокер», реж. Тодд Филлипс
- Приз Большого жюри — Серебряный лев — «Офицер и шпион», реж. Роман Полански
- Серебряный лев за режиссуру — Рой Андерссон за фильм «О бесконечности»
- Кубок Вольпи за лучшую мужскую роль — Лука Маринелли за роль в фильме «Мартин Иден»
- Кубок Вольпи за лучшую женскую роль — Ариан Аскарид за роль в фильме «Молитва во имя Бога»
- Приз за лучший сценарий — Лев — Юньфань за мультфильм «Вишнёвый переулок, 7»
- Специальный приз жюри — «Мафия уже не та, что раньше», реж. Франко Мареско
- Премия Марчелло Мастроянни — Тоби Уоллес за роль в фильме ««Молочные зубы»[англ.]»
- Молодой лев — лучший режиссёрский дебют — Амьяд Абу Алала за фильм «Ты умрёшь в 20 лет»

### Награды за вклад в кинематограф
- Почётный Золотой лев — Джули Эндрюс и Педро Альмодовар

### Программа «Горизонты»
- Приз за лучший фильм — «Атлантида», реж. Валентин Васянович
- Приз за режиссуру — Тео Корт за фильм «Белым по белому»
- Специальный приз жюри — «Вердикт», реж. Реймунд Рибэй Гутьеррез
- Приз лучшему актёру — Сами Буажила за роль в фильме «Сын»
- Приз лучшей актрисе — Марта Ньето за роль в фильме «Мать»
- Приз за лучший сценарий — «Вернуться», реж. Джессика Палю

### Программа «Венецианская классика»
- Приз за лучший отреставрированный фильм — «Экстаз» (1933), реж. Густав Махаты